# İstanbul Büyükşehir Belediyesi Spor Kulübü 2018-2019 (pallavolo maschile)
Questa voce raccoglie le informazioni riguardanti l'İstanbul Büyükşehir Belediyesi Spor Kulübü nelle competizioni ufficiali della stagione 2018-2019.

## Organigramma societario
Area direttiva
- Presidente: Celalettin Deniztoker

Area tecnica
- Allenatore: Hakan Özkan
- Secondo allenatore: Hasan Körfez
- Assistente allenatore: Mert Karatop

## Rosa
| N° | Nome              | Ruolo | Data di nascita  | Nazionalità sportiva |
| -- | ----------------- | ----- | ---------------- | -------------------- |
| 1  | Erdem Sonat       | L     | 18 maggio 1983   | Turchia              |
| 2  | Caner Pekşen      | P     | 9 giugno 1987    | Turchia              |
| 3  | Şükrü Aksoy       | P     | 3 febbraio 2001  | Turchia              |
| 4  | Abdulsamet Yalçın | S     | 25 gennaio 2000  | Turchia              |
| 5  | Burak Güngör      | S     | 28 luglio 1993   | Turchia              |
| 6  | Ahmet Şahin       | S     | 1º giugno 1998   | Turchia              |
| 7  | Berkan Eryüz      | C     | 26 febbraio 1993 | Turchia              |
| 8  | Gökhan Gökgöz     | S     | 6 gennaio 1993   | Turchia              |
| 9  | Özkan Hayırlı     | C     | 27 maggio 1984   | Turchia              |
| 10 | Uğur Güneş        | C     | 11 agosto 1993   | Turchia              |
| 11 | İbrahim Emet      | C     | 15 gennaio 1986  | Turchia              |
| 14 | Nuri Şahin        | L     | 1º gennaio 1980  | Turchia              |
| 15 | Metin Toy         | O     | 3 maggio 1994    | Turchia              |
| 17 | Murat Yenipazar   | P     | 1º gennaio 1993  | Turchia              |
| 18 | Kadir Cin         | S     | 7 maggio 1987    | Turchia              |
| 19 | Serhat Coşkun     | O     | 8 luglio 1987    | Turchia              |

## Statistiche

### Statistiche di squadra
| Competizione     | Punti | In casa | In casa | In casa | In trasferta | In trasferta | In trasferta | Totale | Totale | Totale |
| Competizione     | Punti | G       | V       | P       | G            | V            | P            | G      | V      | P      |
| ---------------- | ----- | ------- | ------- | ------- | ------------ | ------------ | ------------ | ------ | ------ | ------ |
| Efeler Ligi      | 39    | 14      | 9       | 5       | 14           | 5            | 9            | 28     | 18     | 10     |
| Coppa di Turchia | -     | 1       | 0       | 1       | 1            | 1            | 0            | 4      | 2      | 2      |
| Champions League | -     | 2       | 2       | 0       | 2            | 1            | 1            | 4      | 3      | 1      |
| Coppa CEV        | -     | 2       | 0       | 2       | 2            | 1            | 1            | 4      | 1      | 3      |
| Totale           | -     | 19      | 11      | 8       | 19           | 8            | 11           | 40     | 24     | 16     |

G = partite giocate; V = partite vinte; P = partite perse

### Statistiche dei giocatori
| Giocatore    | Campionato | Campionato | Campionato | Campionato | Campionato | Coppa di Turchia | Coppa di Turchia | Coppa di Turchia | Coppa di Turchia | Coppa di Turchia | Champions League | Champions League | Champions League | Champions League | Champions League | Coppa CEV | Coppa CEV | Coppa CEV | Coppa CEV | Coppa CEV | Totale | Totale | Totale | Totale | Totale |
| Giocatore    | P          | PT         | AV         | MV         | BV         | P                | PT               | AV               | MV               | BV               | P                | PT               | AV               | MV               | BV               | P         | PT        | AV        | MV        | BV        | P      | PT     | AV     | MV     | BV     |
| ------------ | ---------- | ---------- | ---------- | ---------- | ---------- | ---------------- | ---------------- | ---------------- | ---------------- | ---------------- | ---------------- | ---------------- | ---------------- | ---------------- | ---------------- | --------- | --------- | --------- | --------- | --------- | ------ | ------ | ------ | ------ | ------ |
| Ş. Aksoy     | 3          | 0          | 0          | 0          | 0          | 0                | 0                | 0                | 0                | 0                | 0                | 0                | 0                | 0                | 0                | -         | -         | -         | -         | -         | 3      | 0      | 0      | 0      | 0      |
| K. Cin       | 16         | 55         | 48         | 6          | 1          | 4                | 7                | 6                | 1                | 0                | 3                | 4                | 3                | 0                | 1                | 1         | 3         | 2         | 0         | 1         | 24     | 69     | 59     | 7      | 3      |
| S. Coşkun    | 12         | 70         | 55         | 9          | 6          | 3                | 32               | 29               | 2                | 1                | 2                | 5                | 5                | 0                | 0                | 2         | 16        | 13        | 2         | 1         | 19     | 123    | 102    | 13     | 8      |
| İ. Emet      | 26         | 170        | 108        | 50         | 12         | 4                | 21               | 17               | 4                | 0                | 4                | 33               | 25               | 6                | 2                | 4         | 35        | 22        | 13        | 0         | 38     | 259    | 172    | 73     | 14     |
| B. Eryüz     | 16         | 31         | 20         | 9          | 2          | 1                | 2                | 1                | 0                | 1                | -                | -                | -                | -                | -                | 1         | 4         | 2         | 1         | 1         | 18     | 37     | 23     | 10     | 4      |
| G. Gökgöz    | 27         | 367        | 303        | 26         | 38         | 4                | 55               | 46               | 2                | 7                | 4                | 41               | 35               | 3                | 3                | 4         | 51        | 44        | 3         | 4         | 39     | 514    | 428    | 34     | 52     |
| B. Güngör    | 3          | 9          | 7          | 0          | 2          | 0                | 0                | 0                | 0                | 0                | 1                | 11               | 6                | 4                | 1                | 0         | 0         | 0         | 0         | 0         | 4      | 20     | 13     | 4      | 3      |
| U. Güneş     | 25         | 342        | 287        | 24         | 31         | 4                | 42               | 32               | 9                | 1                | 4                | 68               | 50               | 4                | 14               | 4         | 45        | 41        | 2         | 2         | 37     | 497    | 410    | 39     | 48     |
| Ö. Hayırlı   | 26         | 154        | 108        | 37         | 9          | 4                | 32               | 19               | 12               | 1                | 4                | 34               | 22               | 6                | 6                | 3         | 15        | 7         | 4         | 4         | 37     | 235    | 156    | 59     | 20     |
| C. Pekşen    | 24         | 21         | 2          | 10         | 9          | 4                | 5                | 1                | 3                | 1                | 3                | 3                | 1                | 0                | 2                | 3         | 0         | 0         | 0         | 0         | 34     | 29     | 4      | 13     | 12     |
| A. Şahin     | -          | -          | -          | -          | -          | -                | -                | -                | -                | -                | 0                | 0                | 0                | 0                | 0                | -         | -         | -         | -         | -         | 0      | 0      | 0      | 0      | 0      |
| N. Şahin     | 27         | 0          | 0          | 0          | 0          | 4                | 0                | 0                | 0                | 0                | 4                | 0                | 0                | 0                | 0                | 4         | 0         | 0         | 0         | 0         | 39     | 0      | 0      | 0      | 0      |
| E. Sonat     | 12         | 0          | 0          | 0          | 0          | 0                | 0                | 0                | 0                | 0                | 1                | 0                | 0                | 0                | 0                | 1         | 0         | 0         | 0         | 0         | 14     | 0      | 0      | 0      | 0      |
| M. Toy       | 26         | 495        | 428        | 36         | 31         | 4                | 75               | 70               | 3                | 2                | 4                | 91               | 79               | 7                | 5                | 4         | 43        | 37        | 4         | 2         | 38     | 704    | 614    | 50     | 40     |
| A. Yalçın    | 2          | 3          | 2          | 0          | 1          | 0                | 0                | 0                | 0                | 0                | 0                | 0                | 0                | 0                | 0                | 0         | 0         | 0         | 0         | 0         | 2      | 3      | 2      | 0      | 1      |
| M. Yenipazar | 27         | 52         | 26         | 14         | 12         | 4                | 5                | 1                | 3                | 1                | 1                | 16               | 6                | 4                | 6                | 4         | 5         | 4         | 0         | 1         | 36     | 78     | 37     | 21     | 20     |

P = presenze; PT = punti totali; AV = attacchi vincenti; MV = muri vincenti; BV = battute vincenti